# Pielgrzym (sonet)

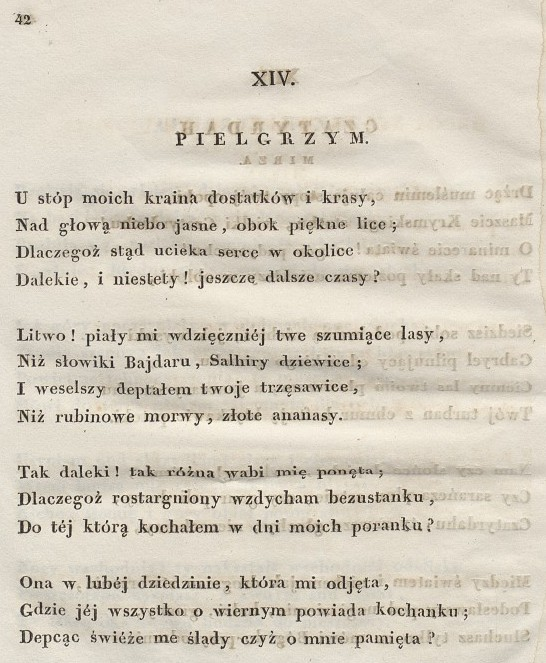
Pielgrzym w pierwodruku „Sonetów Adama Mickiewicza” z 1826 roku

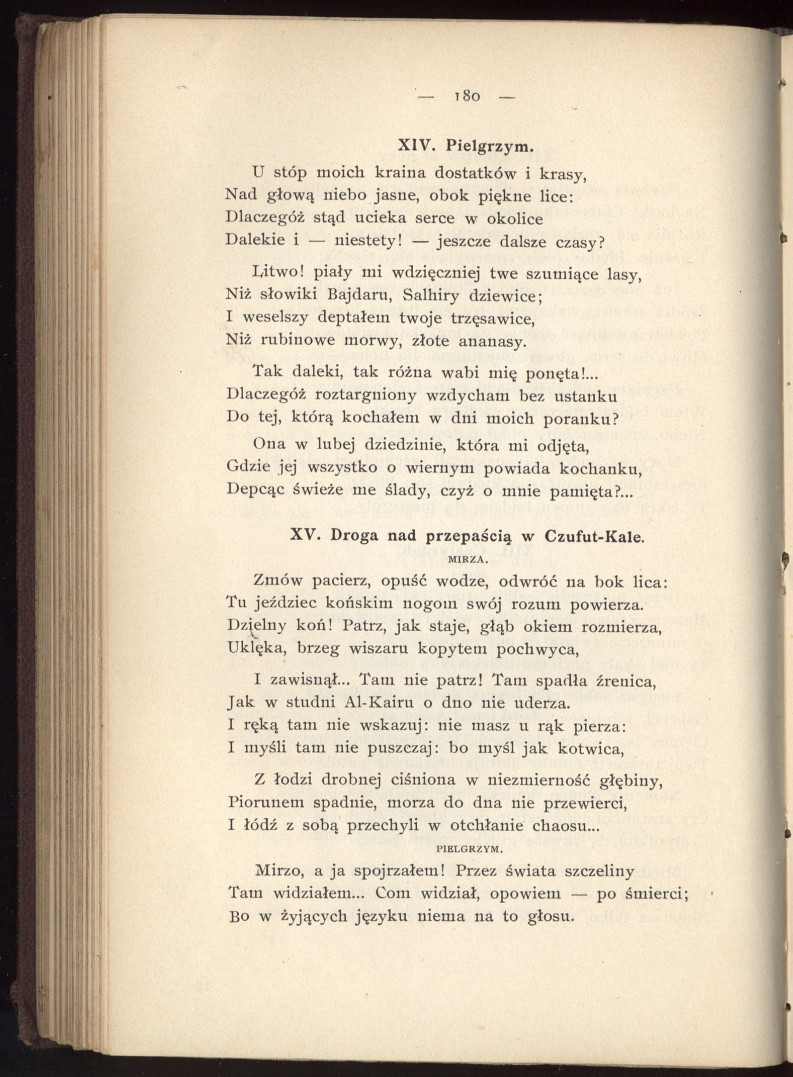
Pielgrzym w tomie 1 zbioru „Poezyje Adama Mickiewicza” z 1899 roku

Pielgrzym (incipit U stóp moich kraina dostatków i krasy) – czternasty sonet z cyklu sonetów krymskich autorstwa Adama Mickiewicza. Po raz pierwszy został opublikowany w 1826 roku, natomiast dokładna data powstania poematu nie jest znana.
Zgodnie z relacją Franciszka Malewskiego jest to pierwszy napisany sonet z cyklu. Pierwotny tytuł sonetu miał brzmieć Sonnet. W Krymie na Tchadyrtaku.

## Treść sonetu
Czternasty sonet z cyklu, najbardziej osobisty z cyklu, związany jest widokiem ze szczytu Czatyrdahu. Widok ten budzi wspomnienia szczęśliwej przeszłości na Litwie, która jest podkreślana przez liczne metafory w drugim czterowierszu. Sonet jest skonstruowany w postaci monologu Podróżnego (jedno z wcieleń Krymskiego Pielgrzyma, człowieka o gorzkiej i skomplikowanej przeszłości, świadomego wyobcowania i samotności, który jednak zachował poznawczą ciekawość świata), utożsamianego z podmiotem lirycznym. Tęsknota za ziemią ojczystą zostaje podkreślona przez kontrast pomiędzy zwyczajnym jej krajobrazem, a niezwykłym obrazem Krymuu
. Poeta w tym sonecie po raz kolejny odchodzi od tradycyjnych zasad pisania sonetu poprzez dominowanie we wszystkich strofach lirycznej refleksji nad elementem opisowym.

## Miejsce w cyklu
Sonet Pielgrzym jest sonetem granicznym pomiędzy dwoma grupami sonetów. Według Władysława Folkierskiego pomiędzy przejściem z dolina na szczyty, według Juliusza Kleinera w związku z powrotem do narracji w pierwszej osobie, natomiast według Czesława Zgorzelskiego jego liryczność i bezpośredniość wyróżnia go spośród pozostałych sonetów w których widoczne jest dążenie do usunięcia akcentów osobistych. 

## Analiza wersyfikacyjna
Sonet jest napisany trzynastozgłoskowcem i zbudowany zgodnie z zasadami budowy sonetu poezji prowansalskiej oraz zasadami stosowanymi przez Petrarkę (czternastowierszowa struktura sonetu podzielona na dwa czterowiersze i jeden sześciowiersz), przy użyciu wyłącznie rymów żeńskich, padających na istotne dla treści sonetu słowa. W dwóch pierwszych czterowierszach układ rymów jest abba abba, na zgodnych rymach, natomiast w sześciowierszu, rozkładającym się na dwa trójwiersze, cdd cdc. Struktura wersyfikacyjna sonetu jest zgodna z jego strukturą wewnętrzną, dwóm pierwszym czterowierszom, będącym zamkniętymi całościami składniowymi, przeciwstawia się ostatni sześciowiersz, obejmujący czterowiersz z finałem dwuwierszowym, dla wzmocnienia puenty.

## Powstanie sonetu
Najprawdopodobniej wszystkie autografy sonetów Mickiewicza znajdowały się w albumie należącym do Piotra Moszyńskiego. Album ten, jak i kopia wykonana przez Bronisława Gubrynowicza, zaginęły po 1945 roku, w związku z czym nie można ustalić dokładnej daty jego powstania. Zgodnie z informacjami umieszczonymi w napisanej przez Władysława Mickiewicza przedmowie do tomu 1. paryskich „Dzieł” Mickiewicza sonety przed ich wydaniem zostały ocenzurowane przez Michaiła Kaczenowskiego, profesora Uniwersytetu Moskiewskiego, który dokonał mało znaczących poprawek oraz nie wyraził zgody na publikację jednego sonetu pod tytułem Czołobitność, z którego treści zachowały się tylko dwa wersy.

## Współczesna recepcja
Sonety krymskie w momencie ukazania się drukiem wywołały burzliwą dyskusję i niejednoznaczne oceny. Najostrzejszym ich krytykiem był Kajetan Koźmian, który w liście do Franciszka Morawskiego użył na ich określenie terminu paskudztwo, negatywnie oceniał je również Franciszek Salezy Dmochowski, natomiast pozytywnie oceniali je m.in. Maurycy Mochnacki oraz Teodozy Sierociński. Przeciwnicy uważali język sonetów za niewłaściwy, z powodu orientalizmów oraz odstępstw od norm języka literackiego, kwestionowali również formę sonetu jako nieodpowiednią dla tematu. Zwolennicy zauważyli, że cykl sonetowy stanowi romantyczny odpowiednik poematu opisowego, stanowiąc zwartą kompozycyjną całość. 